# Alea 101
Alea 101 ist der Name eines Geschäfts- und Wohnhauses im Berliner Ortsteil Mitte des gleichnamigen Bezirks.

## Lage

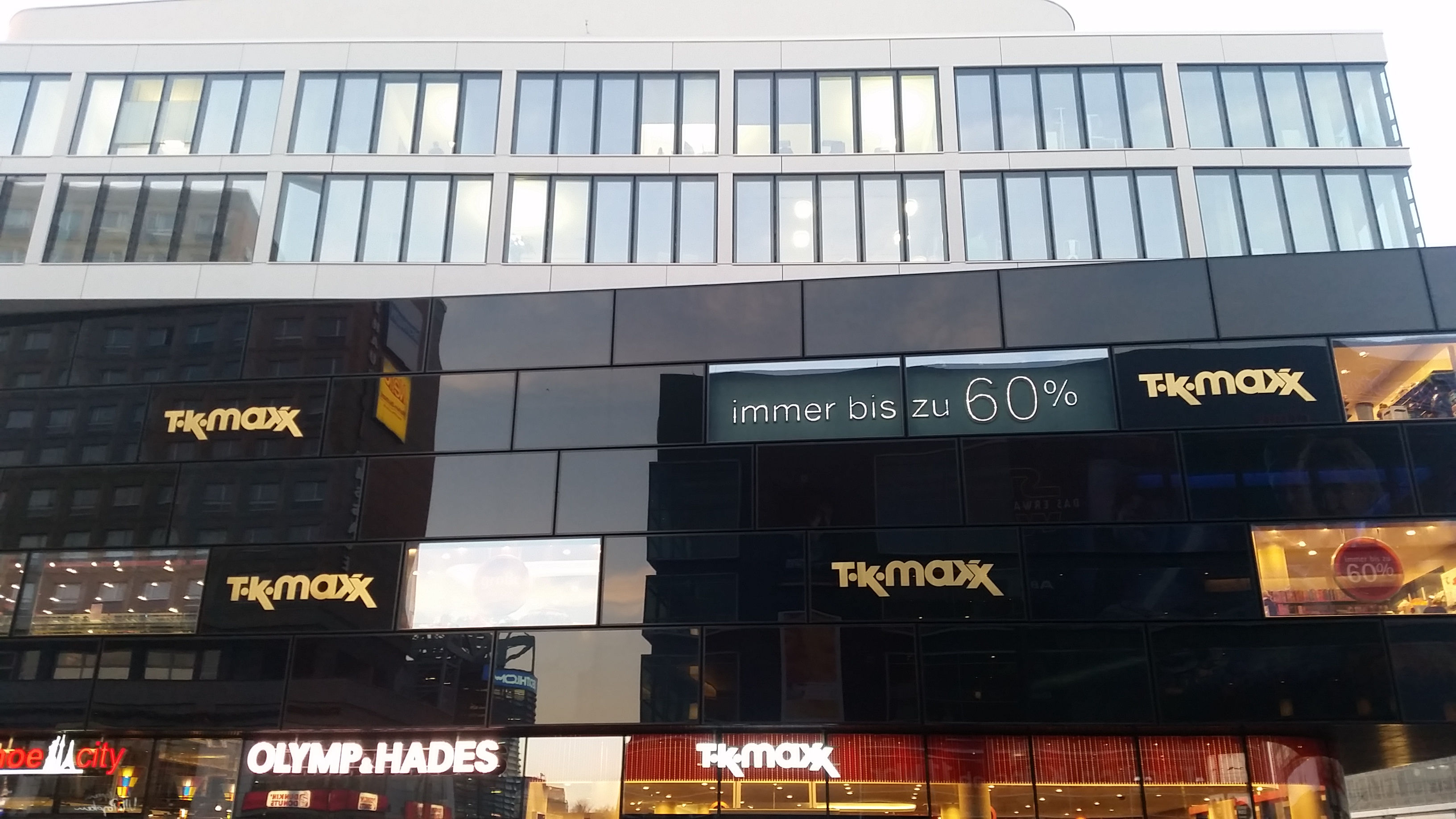
Alea 101 Vorderseite, Dezember 2015

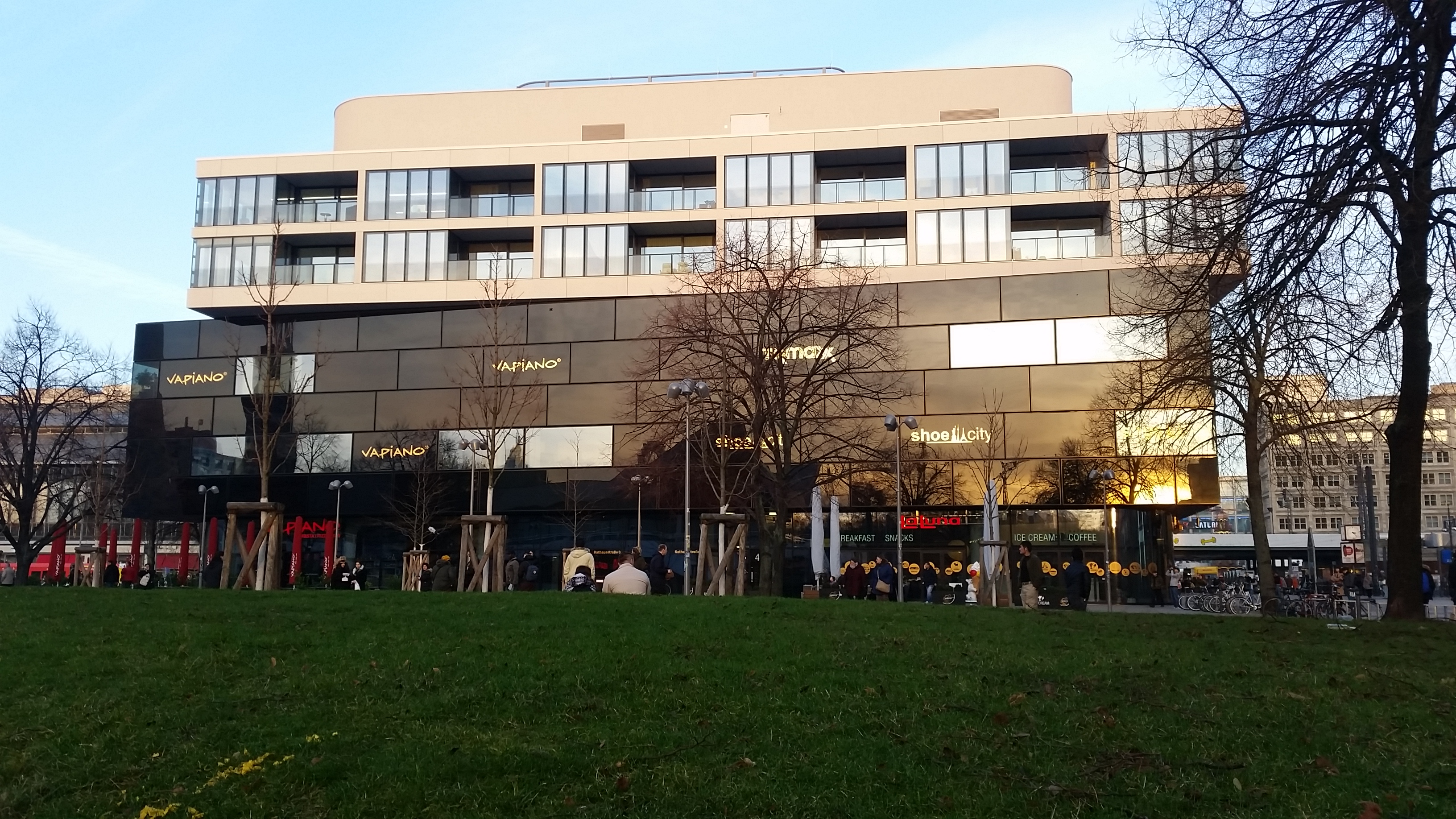
Seitenansicht, Dezember 2015

Das Gebäude ist freistehend und liegt südlich zwischen Bahnhof Alexanderplatz und Fernsehturm an der Ecke Gontard- und Rathausstraße.

## Geschichte

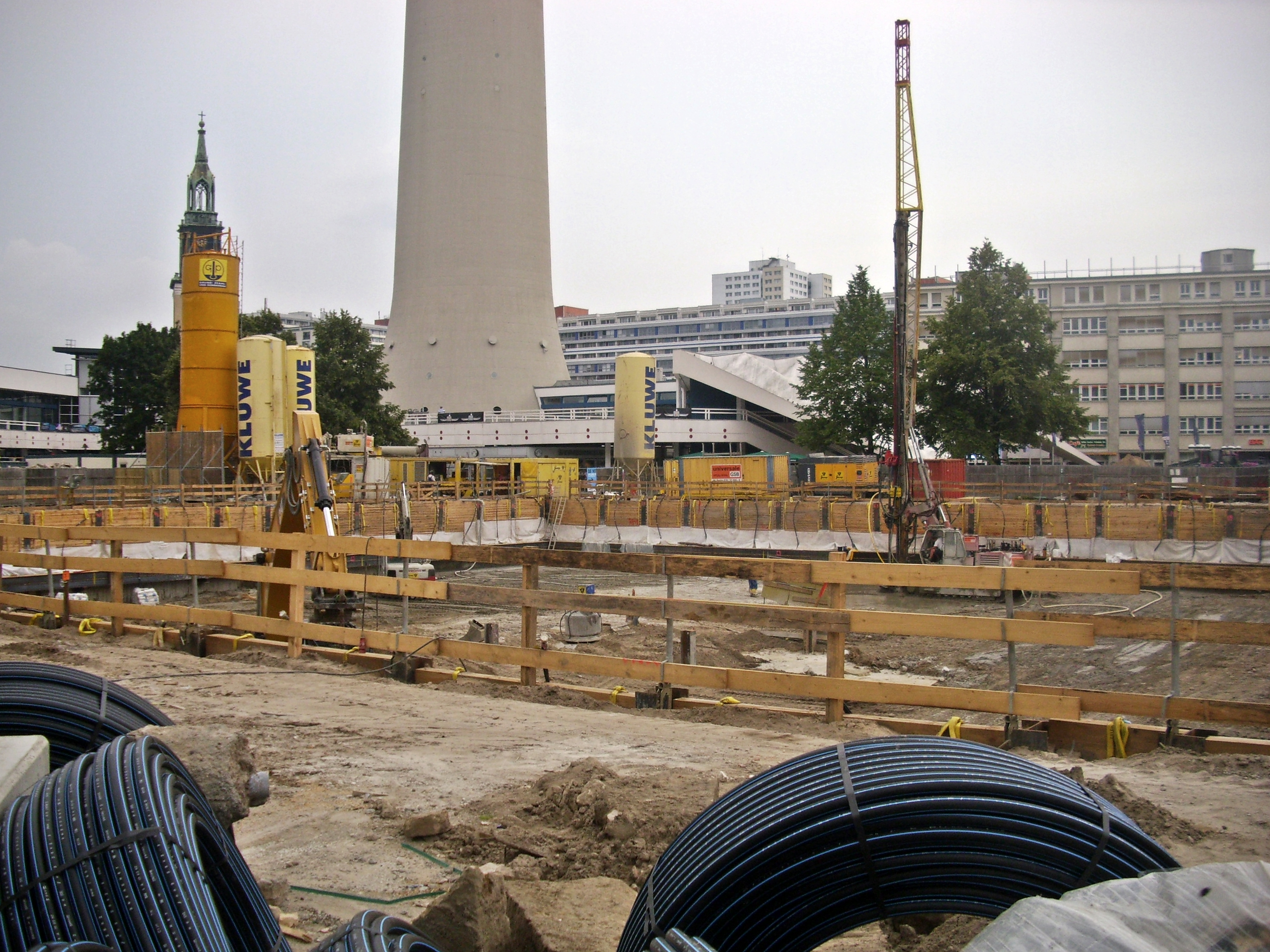
Das Alea 101 im Bau

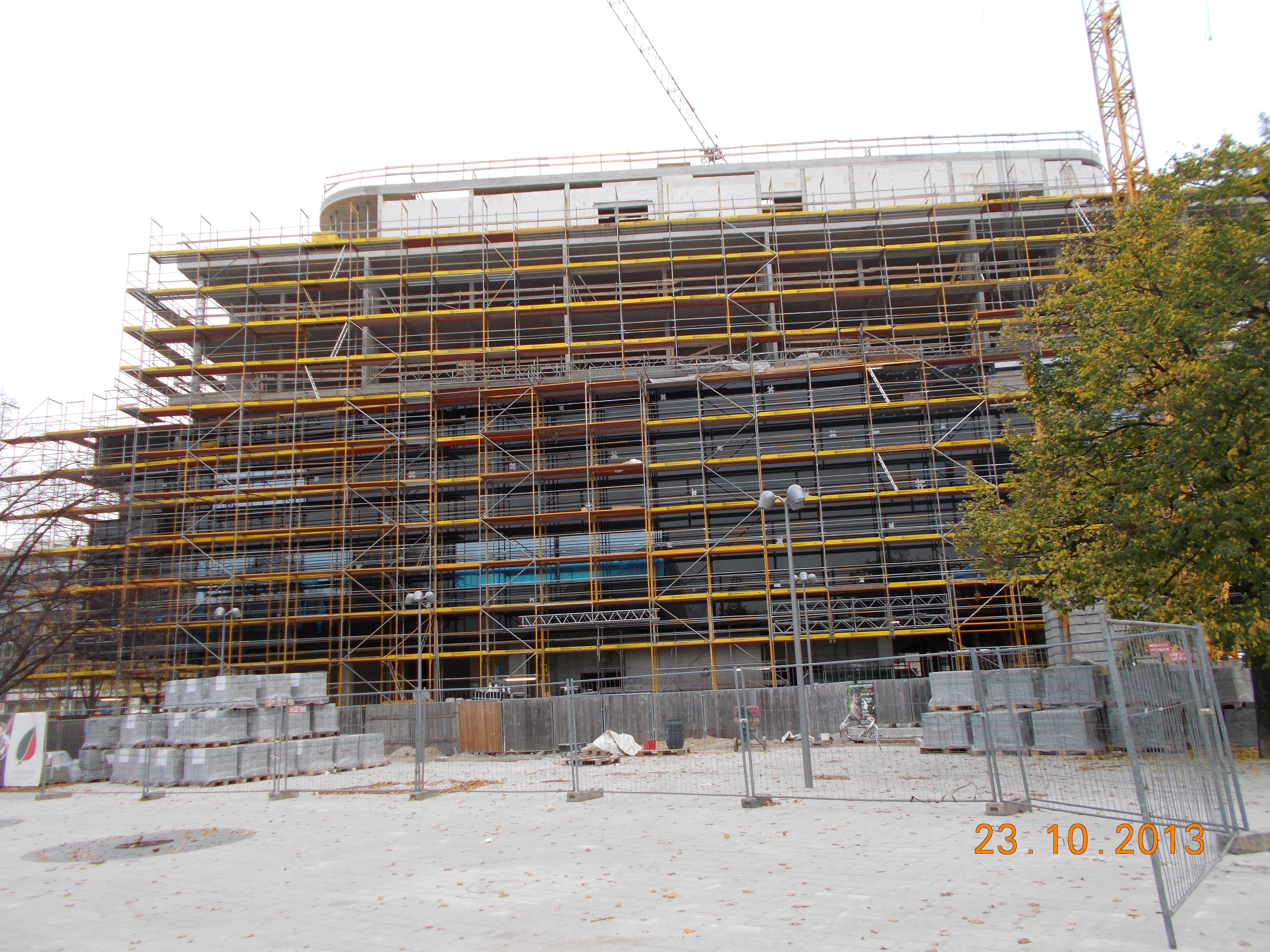
Baufortschritt im Oktober 2013

Auf dem Gelände wurde 1911 die erste deutsche C&A-Filiale eröffnet, die bis zur Enteignung durch die DDR im Jahr 1949 bestand. Das Gebäude wurde zunächst von der staatlichen Handelsorganisation als Bekleidungshaus genutzt. Am 18. Dezember 1956 eröffnete im Erdgeschoss die Nationalitätengaststätte Haus Bukarest, bis diese Ende des Jahres 1967 ausziehen musste, um neue Verkaufsflächen für das auf der gegenüberliegenden Seite zum Abriss vorgesehene Centrum-Lebensmittelkaufhaus zu schaffen. Das HO-Bekleidungshaus in der Rathausstraße 33 wurde 1974 abgerissen und das Gelände wurde in die gärtnerisch gestaltete Freifläche rund um den Fernsehturm einbezogen. Nach den politischen Veränderungen in der DDR 1989/1990 und der deutschen Wiedervereinigung erhielt die C&A-Besitzerfamilie Brenninkmeijer das 2655 Quadratmeter große Gelände zurück.
Bauherr des Gebäudes Alea 101 war die Firma Redevco Services Deutschland. Im Jahr 2009 führte der Investor gemeinsam mit der Berliner Senatsverwaltung für Stadtentwicklung und dem Bezirksamt Mitte einen kooperativen Realisierungswettbewerb durch. Am 26. November 2009 sprach sich eine Jury für den Entwurf des Berliner Architekturbüros Sauerbruch Hutton aus.
Am 19. Januar 2012 wurden erste Baumfällarbeiten durchgeführt, Baustart war am 20. Januar 2012. Die Grundsteinlegung fand am 29. November 2012 statt.
Nachdem der Generalunternehmer, die Alpine Bau, am 19. März 2013 Insolvenz beantragte, ruhten die Bauarbeiten bis zum 17. Juli 2013 und wurden seitdem fortgesetzt. Im September 2014 war das Gebäude fertiggestellt.

## Gebäude und Nutzung
Beim Alea 101 handelt es sich um einen fünfgeschossigen, rund 30 Meter hohen, würfelförmigen Solitär nach Entwürfen des Berliner Architekturbüros Sauerbruch Hutton. Die unteren drei Etagen (rund 10.500 m²) sind vorgesehen für Einzelhandel und Gastronomie (Vapiano), in den beiden oberen Etagen sind Büros (1.600 m²) und 14 Wohnungen (1.600 m²) geplant.

## Name
Der Name setzt sich zusammen aus der würfelförmigen Gestalt des Gebäudes (Alea ist lateinisch für ‚Würfel‘) und dem Baubeginn, 101 Jahre nach der Eröffnung der C&A-Filiale auf dem Gelände.